# Eunidia parasenegalensis
Eunidia parasenegalensis är en skalbaggsart som beskrevs av Stefan von Breuning 1977. Eunidia parasenegalensis ingår i släktet Eunidia och familjen långhorningar.
Artens utbredningsområde är Senegal. Inga underarter finns listade i Catalogue of Life.